# Peter Blaker
Pour les articles homonymes, voir Blaker (homonymie).
Peter Allan Renshaw Blaker (4 octobre 1922 - 5 juillet 2009) est un homme politique conservateur britannique.

## Biographie
Blaker est né à Hong Kong, fils de Cedric Blaker. Il fait ses études à la Shrewsbury School avant d'être évacué au Canada en 1939. Là, il obtient un diplôme en lettres classiques, avant d'être officier dans l'armée canadienne. De retour en Angleterre, il va au New College d'Oxford. Il obtient son diplôme d'avocat et rejoint plus tard le ministère des Affaires étrangères.
En 1964, il est élu député de Blackpool South, qu'il représente jusqu'en 1992. Au Parlement, il est ministre de l'armée (1972-1974), des affaires étrangères et du Commonwealth (1974 et 1979-1981). Il est ministre d'État au ministère de la Défense du 29 mai 1981  au 9 juin 1983. Il est admis au Conseil privé dans les honneurs d'anniversaire de 1983, et nommé commandeur de chevalier de l'ordre de St Michael et St George (KCMG) le 21 juillet 1983.
Le 10 octobre 1994, il est créé pair à vie en tant que baron Blaker, de Blackpool dans le comté de Lancaster et de Lindfield dans le comté de Sussex de l'Ouest. 
Blaker épouse Jennifer Dixon en 1953; ils ont un fils et deux filles .